# Хаити на Светском првенству у атлетици у дворани 2010.
Хаити је девети пут учествовао на Светском првенству у атлетици у дворани 2010. одржаном у Дохиу од  од 12. до 14. марта. Репрезентацију Хаитија представљао је један атлетичар, који су се такмичио у троскоку.
Представник Хаитија није освојио ниједну медаљу нити је оборио неки рекорд.

## Учесници
Мушкарци:
- Самир Лејн — Троскок

## Резултати

### Мушкарци
| Атлетичар  | Дисциплина | Лични рекорд | Квалификације | Квалификације | Финале               | Финале  | Детаљи |
| Атлетичар  | Дисциплина | Лични рекорд | Резултат      | Место         | Резултат             | Место   | Детаљи |
| ---------- | ---------- | ------------ | ------------- | ------------- | -------------------- | ------- | ------ |
| Самир Лејн | Троскок    | 16,91 НР     | 16,30         | 16            | Није се квалификовао | 16 / 19 |        |